# Кречетово (Крым)
Кре́четово (до 1948 года Тереклы́-Ишу́нь; укр. Кречетове, крымскотат. Terekli İşün, Терекли Ишюн) — исчезнувшее село в Джанкойском районе Республики Крым, располагавшееся на севере района, в степной части Крыма, примерно на равном расстоянии в 3 км к северо-востоку от современного села Солонцовое или к юго-западу от Яснополянского.

### Динамика численности населения
- 1805 год — 102 чел.[5]
- 1864 год — 11 чел.[6]
- 1892 год — 0 чел.[7]
- 1915 год — 0/76 чел.[8][9]
- 1926 год — 95 чел.[10]

## История
Первое документальное упоминание села встречается в Камеральном Описании Крыма… 1784 года, судя по которому, в последний период Крымского ханства Терекли Уйшун входил в Дип Чонгарский кадылык Перекопского каймаканства.
После присоединения Крыма к России (8) 19 апреля 1783 года, (8) 19 февраля 1784 года, именным указом Екатерины II сенату, на территории бывшего Крымского Ханства была образована Таврическая область и деревни были приписаны к Перекопскому уезду. После Павловских реформ, с 1796 по 1802 год, входили в Перекопский уезд Новороссийской губернии. По новому административному делению, после создания 8 (20) октября 1802 года Таврической губернии, Тереклы был включён в состав Биюк-Тузакчинской волости Перекопского уезда.
По Ведомости о всех селениях в Перекопском уезде состоящих с показанием в которой волости сколько числом дворов и душ… от 21 октября 1805 года в деревне Тереклы числилось 12 дворов, 87 крымских татар и 15 цыган. На военно-топографической карте генерал-майора Мухина 1817 года деревня Дареклы ушюнь обозначена с 10 дворами. После реформы волостного деления 1829 года Тереклы-Ишунь, согласно «Ведомости о казённых волостях Таврической губернии 1829 года», остался в составе Тузакчинской волости. На карте 1836 года в деревне 12 дворов. Затем, видимо, вследствие эмиграции крымских татар в Турцию, деревня заметно опустела и на карте 1842 года деревня Тереклы-Уйшунь обозначена условным знаком «малая деревня», то есть, менее 5 дворов.
В 1860-х годах, после земской реформы Александра II, деревню приписали к Ишуньской волости. Согласно «Списку населённых мест Таврической губернии по сведениям 1864 года», составленному по результатам VIII ревизии 1864 года, Тереклы-Ишунь (или Тереклы-Уйшунь) — владельческая татарская деревня, с 2 дворами, 11 жителями и мечетью при колодцах. Согласно «Памятной книжке Таврической губернии за 1867 год», деревня стояла покинутая, ввиду эмиграции крымских татар, особенно массовой после Крымской войны 1853—1856 годов, в Турцию. На трёхверстовой карте 1865—1876 года в деревне Тереклы-Ишунь обозначен 1 двор, а в «Памятной книге Таврической губернии 1889 года» уже не упоминается. Вновь встречается название в «…Памятной книжке Таврической губернии на 1892 год» в сведениях о Богемской волости, где никаких данных о деревне, кроме названия, не приведено. По Статистическому справочнику Таврической губернии. Ч.II-я. Статистический очерк, выпуск пятый Перекопский уезд, 1915 год, на хуторе Тереклы-Ишунь (казённый) Богемской волости Перекопского уезда числилось 10 дворов (все дворы с землёй) с населением в количестве 76 «посторонних» жителей, без указания национальностей, из которых 37 мужчин и 39 женщин. Жители владели 290 десятинами удобной земли. В хозяйствах имелось 59 лошадей, 10 волов, 40 коров и 89 голов мелкого скота.
После установления в Крыму Советской власти, по постановлению Крымревкома от 8 января 1921 года № 206 «Об изменении административных границ» была упразднена волостная система и в составе Джанкойского уезда был создан Джанкойский район. В 1922 году уезды преобразовали в округа. 11 октября 1923 года, согласно постановлению ВЦИК, в административное деление Крымской АССР были внесены изменения, в результате которых округа были ликвидированы, основной административной единицей стал Джанкойский район и село включили в его состав. Согласно Списку населённых пунктов Крымской АССР по Всесоюзной переписи 17 декабря 1926 года, в селе Тереклы-Ишунь, центре упразднённого к 1940 году Тереклы-Ишуньского сельсовета Джанкойского района, числилось 22 двора, все крестьянские, население составляло 95 человек, из них 92 немца, 2 украинца, 1 русский, действовала немецкая школа. На подробной карте РККА северного Крыма 1941 года в Тереклы (или Тереклы-Эйшунь) отмечено 34 двора. Вскоре после начала Великой Отечественной войны, 18 августа 1941 года крымские немцы были выселены, сначала в Ставропольский край, а затем в Сибирь и северный Казахстан.
Во время Великой Отечественной войны, 8 апреля 1944 года, во время освобождения Крыма, в бою в районе села Тереклы-Ишунь погиб рядовой Степан Сидорович Дударь из стрелково-пулемётного батальона 101-й танковой бригады. Погибшего похоронили на сельском кладбище. 8 мая 1975 года останки Дударя перезахоронили у въезда в село Яснополянское.
В 1944 году, после освобождения Крыма от фашистов, 12 августа 1944 года было принято постановление № ГОКО-6372с «О переселении колхозников в районы Крыма» и в сентябре 1944 года в район приехали первые новоселы (27 семей) из Каменец-Подольской и Киевской областей, а в начале 1950-х годов последовала вторая волна переселенцев из различных областей Украины. С 25 июня 1946 года селение в составе Крымской области РСФСР. Указом Президиума Верховного совета РСФСР от 18 мая 1948 года, Тереклы (вариант, Тереклы-Ишунь) переименовали в Кречетово. 26 апреля 1954 года Крымская область была передана из состава РСФСР в состав УССР. Время включения в Целинный сельсовет пока не установлено: на 15 июня 1960 года село уже числилось в его составе. Ликвидировано между 1 июня 1977 года, так как согласно справочнику «Крымская область — 1977 год» ещё числилось в составе Целинного сельсовета, и 1985 годом (в перечнях административно-территориальных изменений после этой даты не упоминается).